# Хит парад
Хит парадът е класация на най-популярните песни в даден отрязък от време, който обикновено се изчислява на базата на продажби и/или ефирно време. Понятието произхожда от 30-те години на 20 век; списание Billboard публикува първия си музикален хит парад на 4 януари 1936 година. Използва се от радио и тв програми, които излъчват хитови композииции като Your Hit Parade, излъчван по телевизионни и радио програми в САЩ от 1935 до 50-те години.